# Krauss Typ XXXIIL
Die Lokomotiven Typ XXXIIL waren schmalspurige Dampflokomotiven von Krauss, die in vier Exemplaren an verschiedene Kunden in unterschiedlichen Spurweiten geliefert wurden. Von der Lokomotive Solingen ist ein Modell im Maßstab 1:6 beim Dampfbahnclub Taunus vorhanden.

## Geschichte
Die Lokomotiven gehörten zum Typ XXXIIL und wurden 1891 bis 1892 in vier Exemplaren gebaut. 1898 wurde für die Großherzoglich Mecklenburgische Friedrich-Franz-Eisenbahn noch eine weitere Maschine geliefert.

### Bad Doberan–Heiligendamm 3 (MFFE 1003) und MFFE 1004
1891 wurde für die Bäderbahn Bad Doberan–Heiligendamm die Lokomotive Krauss 2554 mit einer Spurweite von 900 mm geliefert. Die Lokomotive hat von den Daten her den Maschinen der Ronsdorf-Müngstener Eisenbahn entsprochen. 1898 wurde noch die Lokomotive Krauss 3780 vom selben Typ nachgeliefert. Die Lokomotiven wurden beschafft, weil die vorher eingesetzten Kastenlokomotiven von Hohenzollern den Betrieb nicht mehr bewältigen konnten.
Ursprünglich waren die Lokomotiven mit der Handbremse und der Heberleinbremse ausgerüstet. Nach der Lieferung von Personenwagen mit Druckluftbremse erhielten sie auch Bremsausrüstung dafür. Von Anfang an wurden die Lokomotiven nach der Sommersaison auf der Neubukower Rübenbahn eingesetzt. Nach der Lieferung weiterer Lokomotiven von Henschel verblieben die Lokomotiven auf der Rübenbahn, wo sie 1923/1924 ausschieden.

### Ronsdorf–Müngstener BahnSolingen
Ebenfalls 1891 wurde für die Ronsdorf-Müngstener Eisenbahn die Lokomotive mit dem Namen Solingen (Krauss 2555) für die Spurweite von 1000 mm geliefert.
1897 wurde sie als Baulokomotive zusammen mit der Lokomotive Remscheid (Typ XXXVh) zur Albtalbahn abgegeben, wo sie in Ettlingen für Materialtransporte verwendet wurden. Wegen der dort vorhandenen starken Steigungen und der mitunter schweren Lasten wurden die beiden Lokomotiven häufig zusammen Führerstand an Führerstand gekuppelt betrieben. Nach der Inbetriebnahme des letzten Bauabschnittes Brötzingen–Pforzheim wurde sie nicht mehr benötigt und verkauft.
1901 wurde die Lokomotive von der Härtsfeldbahn unter der Betriebsnummer WeEG 2 (Westdeutsche Eisenbahn-Gesellschaft) übernommen, wo sie zusammen mit der WeEG 1 und der WeEG 4 den Betrieb auf der Strecke der Härtsfeldbahn zwischen Aalen und Ballmertshofen eröffnete. 1903 wurde sie nach Eintreffen der zweiten Mallet-Lokomotive für andere Aufgaben abgezogen. Die Lokomotive wurde bei den Euskirchener Kreisbahnen weiterverwendet. Ab dieser Zeit existieren keine Informationen mehr.
Von der Lokomotive ist ein Modell im Maßstab 1:6 beim Dampfbahnclub Taunus vorhanden.

### Weitere Lieferungen
Die Fabriknummer Krauss 2556 wurde an die Bahnlinie Neuchâtel–Cortaillod–Boudry (Spurweite 1000 mm) mit der Nummer 3 geliefert. Es sind keine weiteren Daten bekannt.
Die Fabriknummer Krauss 2557 wurde an ein Privatunternehmen in Hagen mit einer Spurweite von 800 mm geliefert. Auch von ihr sind keine weiteren Daten bekannt.

## Technik
Der Blechrahmen war mit einer Blechstärke von 12 mm ausgeführt, der als Wasserkastenrahmen ausgebildet war. Die Lokomotiven besaßen neben dem Kessel zwei seitliche Kästen, die zur Bunkerung des Kohlenvorrates dienten. Als Pufferbohle waren vorn und hinten kräftige Träger vorhanden, die die Balancierhebelkupplung trugen. Im Rahmen waren die drei Treibradsätze fest gelagert und durch Blattfedern oberhalb der Radsatzlager abgefedert. Diese waren durch Ausgleichshebel miteinander verbunden.
Die Lokomotiven wurden als Nassdampflokomotive ausgeführt. Der gewalzte Flammrohrkessel der Ursprungsausführung war mit einer kupfernen Feuerbüchse ausgestattet. Er bestand aus zwei Schüssen. Auf dem ersten Schuss saß der Dampfdom mit Regler, der durch ein Gestänge, das vom Führerstand durch den Sandkasten mittig hindurch ging, bedient wurde. Auf der Haube des Dampfdomes waren zwei Sicherheitsventile mit Druckfedern angebracht. Die Rohre vom Regler zur Dampfmaschine verliefen außerhalb des Kessels. Auf dem zweiten Kesselschuss saß der Sanddom, von dem ein Sandfallrohr zwischen den ersten und zweiten Radsatz herabführte. Die Sandung erfolgte mit Handbedienung. Die Rauchkammer besaß einen runden Verschluss. Gespeist wurde der Kessel durch zwei Injektoren. Die Zweizylindermaschine besaß horizontal angeordnete Zylinder mit Flachschieber, die über eine Stephenson-Steuerung den dritten Radsatz antrieben. Der Kreuzkopf wurde zweischienig auf der Gleitbahn geführt.
Die Handbremse wirkte auf den dritten Radsatz. Zum Wasserfüllen war beidseitig auf dem Umlauf ein mit dem Wasserrahmen verbundener Stutzen vorhanden, in den ein Schlauch gesteckt werden konnte.